# Juan Arroyo
Juan Arroyo (nascido em 19 de maio de 1955) é um ex-ciclista venezuelano. Participou nos Jogos Olímpicos de 1980 em Moscou, onde terminou na décima oitava posição nos 100 km contrarrelógio por equipes. Na estrada, ele não completou a prova.